# Jeanne Gang
Jeanne Gang (Belvidere, Illinois, Estats Units, 19 de març de 1964) és una arquitecta estatunidenca, fundadora i líder de Studio Gang (fundada el 1997), una estudi d'arquitectura i disseny urbà amb oficines a Chicago, Nova York, San Francisco i París. Gang va ser àmpliament reconeguda per primera vegada per l'Aqua Tower, l'edifici més alt del món dissenyat per dones en el moment de la seva finalització. Aqua ha estat superat des de llavors pel proper St. Regis Chicago, també disseny seu. Surface ha anomenat Gang com un dels arquitectes més destacats de la seva generació a Chicago, i els seus projectes han estat àmpliament premiats.